# Степанівка (Олександрійський район)
Степа́нівка — село в Україні, у Приютівській селищній громаді Олександрійського району Кіровоградської області. Населення становить 191 осіб.

## Населення
Згідно з переписом УРСР 1989 року чисельність наявного населення села становила 210 осіб, з яких 89 чоловіків та 121 жінка.
За переписом населення України 2001 року в селі мешкала 191 особа.

### Мова
Розподіл населення за рідною мовою за даними перепису 2001 року:
| Мова       | Відсоток |
| ---------- | -------- |
| українська | 97,38 %  |
| російська  | 2,62 %   |